# Karquelle
Karquelle ist ein Ortsteil in Hückeswagen im Oberbergischen Kreis im Regierungsbezirk Köln in Nordrhein-Westfalen (Deutschland).

## Lage und Beschreibung

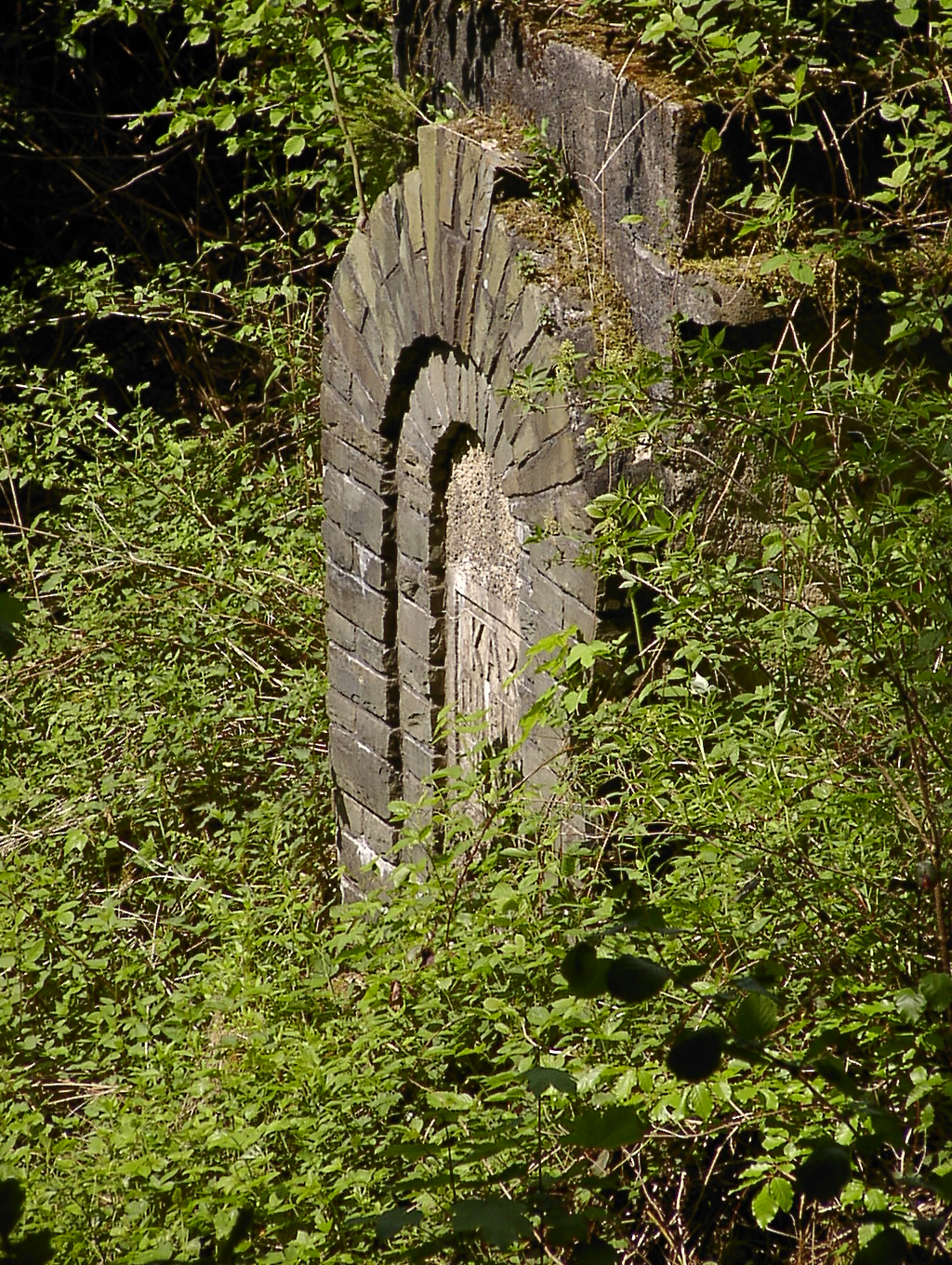
Die Karquelle

Die Karquelle befindet sich unterhalb eines einzelnen Wohngebäudes und liegt im westlichen Hückeswagen westlich des Ortsteils Pixwaag. In der Literatur  findet sich auch die ältere Schreibweise Charquelle.
Westlich des Ortes erhebt sich der Karrberg. Im 19. und 20. Jahrhundert war die Karquelle ein beliebtes Naherholungsziel. Auch auf Postkarten wurde diese gezeigt.
Die Trasse der stillgelegten Wippertalbahn zwischen Remscheid Bergisch-Born und Marienheide (Kursbuchstrecke KBS 412) trennt die Karquelle von der Wupper-Vorsperre der Wuppertalsperre.

## Wander- und Radwege
Folgende Wanderwege führen durch den Ort:
- Der Ortswanderweg △ von Elberhausen zum Goldenbergshammer
- Der Ortswanderweg ■ von Kräwinklerbrücke zum Hückeswagener Zentrum